# Swedish learning awards
Swedish Learning Awards är en tävling inom lärande och utbildning som startades 2007 av intresseföreningen Swedish Learning Association och branschföreningen Promise. 2007 hade tävlingen namnet Swedish e-learning awards, men döptes 2011 om till Swedish learning awards för att bredda tävlingens deltagande. I tävlingen deltar företag och organisationer som vill visa upp sina olika kompetensutvecklingsprojekt, produktioner eller aktiviteter som genomförts med lyckade resultat.
Tävlingen har genomförts 2007, 2009, 2010, 2011 och 2012. De första åren gick tävlingen av stapeln under någon av årets första månader men 2013 flyttade arrangörerna tävlingen till hösten.
I tävlingen utses vinnare i sju kategorier av sju jurygrupper bestående av personer verksamma inom lärande och utvecklingsområdet i stora och små organisationer och företag i Sverige. Juryarbetet leds av en huvudjury bestående av representanter från Swedish Learning Association och Promise.
Tävlingen har inte genomförts sedan 2016.

## Kategorier
Tävlingen består (2013) av sju kategorier som var och en är ämnat att belysa ett speciellt område inom lärande och utveckling. Dessa är Bästa e-learning; Bästa simulering, spel eller virtuella värld; Bästa innovation; Bästa kompetenssatsning; Bästa mobila lärande; Bästa standardproduktion och Årets eldsjäl.

### Aktiva kategorier
- Bästa e-learning har funnits med sedan starten 2007 och har under årens lopp vunnits av bland annat Rikspolisstyrelsen för sitt e-learningprogram ”Brott i nära relationer” (2010)[5]  och Swedbank för sin utbildning ”Försäkringsaffären” (2012)[9].

- Bästa Spel, simulering eller virtuella värld speglar också tävlingens e-learning bakgrund. Kategorin vanns till exempel 2011 av SKTF för deras rekryteringsutbildning[10] i vilken deras förtroendevalda kan öva sig på att rekrytera medlemmar till facket.

- Bästa innovation har omfattat såväl utbildningar som portaler och författarverktyg. Kategorin har vunnits bland annat av Umeå kommun (2012)[11] för en innovation som stötar invandrare att ta sig in i det digitala samhället.

- Bästa standardproduktion är en kategori som speciellt riktar sig mot leverantörer och utvecklare av utbildningsproduktioner. I denna kategori jämförs utbildningar som tagits fram för att levereras till flera olika beställare.

- Bästa kompetenssatsning  är en kategori som vill uppmärksamma utvecklingsprojektens effekter i organisationen. Stena Line vann år 2012 denna kategori för en bred kompetensutvecklingsinsats i sin verksamhet.[7]

- Bästa mobila lärande har över åren gått till såväl utbildning i svenska för invandrare[12]  som graviditetskalendrar i mobilen[13] .

- Årets eldsjäl inom lärande och utvecklingsområdet har haft en stor spridning bland sina vinnare. 2011 vann Maria Olin[14], rektor för Medieinstitutet i Stockholm och året innan det av Johan Skoglöf[6], företagsledare och bloggare. 2012 gick priset till Peter Becker som under mycket lång tid drivitpå utvecklingen av användandet av IT i skolan bland annat genom att instifta priset ”Guldäpplet”[15]

### Ej aktiva kategorier
- Årets mest lönsamma e-learning projekt.
- Bästa rapid e-learning.

## Vinnare 2013
Nalen 3 oktober 2013
2013 utsågs 7 vinnare och 31 finalister i totalt sju kategorier. 106 bidrag lämnades in.
| Kategori                                     | Placering | Bidragsnamn                                    | Uppdragsgivare       | Leverantör                 |
| -------------------------------------------- | --------- | ---------------------------------------------- | -------------------- | -------------------------- |
| Bästa mobila lärandet                        | Vinnare   | Världskoll                                     | Svenska-FN förbundet | Learnways AB               |
| Bästa e-learning                             | Vinnare   | ÅKU 2012                                       | Swedbank och Nordea  | Contento Wassum Academy AB |
| Bästa kompetenssatsning                      | Vinnare   | Nya Telenor Business School                    | Telenor              | Lexicon Interactive        |
| Bästa standardproduktion                     | Vinnare   | ÅKU 2012                                       | Swedbank och Nordea  | Contento Wassum Academy AB |
| Bästa Spel, Simulering eller Virtuella värld | Vinnare   | Clas Ohlsons träning för kundtjänstmedarbetare | Clas Ohlson          | Intermezzon                |
| Bästa innovation                             | Vinnare   | How to run and represent a party               |                      | Houdini AB                 |
| Årets eldsjäl                                | Vinnare   | Linda Hammarstrand                             |                      |                            |

Vinnare 2012
Vinnare 2011

## Vinnare 2010
2010 utsågs 8 vinnare och 24 finalister i totalt åtta kategorier. 59 bidrag lämnades in.
| Kategori                                         | Placering | Bidragsnamn                          | Uppdragsgivare          | Leverantör    |
| ------------------------------------------------ | --------- | ------------------------------------ | ----------------------- | ------------- |
| Årets e-learning                                 | Vinnare   | Brott i nära relationer              | Rikspolisstyrelsen      | Learnways AB  |
| Årets innovation                                 | Vinnare   | Learning and Performance             | LM Ericsson AB          | Learntech AB  |
| Bästa kompetenssatsning                          | Vinnare   | Brott i nära relationer              | Rikspolisstyrelsen      | Learnways AB  |
| Bästa standardproduktion                         | Vinnare   | Systematiskt arbetsmiljöarbete (SAM) | Arbetsmiljöverket & SLL | Learnways AB  |
| Bästa Spel, Simulering eller Virtuella värld     | Vinnare   | Exportrådet Symbiocity               | Exportrådet             | BTS           |
| Bästa m-learning                                 | Vinnare   | Acapela för mobilen                  | Acapela                 | Acapela       |
| Bästa rapid e-learning                           | Vinnare   | Framvagnar och vindrutor             | Renault Nordic AB       | Bilprovningen |
| Årets enastående prestation (jmf: Årets eldsjäl) | Vinnare   | Johan Skoglöf                        | -                       | -             |

## Vinnare 2009
Grand Hôtel, Stockholm 22 januari 2009, konfrencier Charlotte Lauterbach.
| Kategori                               | Placering | Bidragsnamn               | Uppdragsgivare         | Leverantör         |
| -------------------------------------- | --------- | ------------------------- | ---------------------- | ------------------ |
| Bästa M-learning                       | Vinnare   | Yrkesspråk för invandrade | Stockholms stad        | Vocab              |
| Bästa e-learning                       | Vinnare   | Rättegångsskolan          | Brottsoffermyndigheten | Accoll Interactive |
| Bästa kompetenssatsning                | Vinnare   | Försäkringskassan         | Försäkringskassan      | Försäkringskassan  |
| Bästa standardproduktion               | Vinnare   | Bonniers trafikskola      | Homeenter              | Accoll Interactive |
| Bästa rapid e-learning                 | Vinnare   | Försäkringsrätt           | Agri                   | QTrust             |
| Årets mest lönsamma e-learning projekt | Vinnare   | Bilprovningen             |                        | Bilprovningen      |
| Bästa innovation                       | Vinnare   | eStudio                   |                        | Xtractor           |
| Årets eldsjäl                          | Vinnare   | Tobias Hedlund            |                        |                    |

## Vinnare 2007
Operakällaren, Stockholm 15 mars 2007, konfrencier Josefin Crafoord.
| Årets eldsjäl | Vinnare | Katarina Helander Burvall, Maria Olin och Pernille Ravnskov Renström |